# Заклетва застави Сједињених Америчких Држава
Pledge of Allegiance, заклетва застави Сједињених Америчких Држава, је уобичајна заклетва нацији и застави Сједињених Америчких Држава. Обично се изговара на јавним манифестацијама, а чести је део свакодневног јутарњег ритуала у америчким школама.
Заклетва је први пут објављена 1892. на 400-годишњицу открића Америке. Законски је призната 1942. Појам под Богом је додат 1954, за време председништва Двајта Д. Ајзенхауера, да би се копромитовали домаћи комунисти.
Тренутно се заклетва очекује (није обавезна) у 25 савезних држава САД, а препоручује се у још 6.
Врховни суд Сједињених Америчких Држава је у предмету Одбор за образовање Западне Вирџиније против Барнета пресудио да ученици у школама нису обавезни да салутирају и изрекну заклетву америчкој застави.

## Текст заклетве
Заветујем се на верност застави Сједињених Америчких Држава, и Републици коју она представља, једној нацији под Богом, недељивој, са слободом и правдом за све.